# Ōfunato
Ōfunato (japanska: 大船渡市?, Ōfunato-shi) är en stad i Iwate prefektur i Japan. Staden fick stadsrättigheter 1952.